# Forêt de Ziegelroda
La Forêt de Ziegelroda, en allemand Ziegelrodaer Forst, est une forêt en Saxe-Anhalt qui s'étend entre les villes de Nebra-sur-Unstrut au sud-est et Allstedt au nord-ouest. Sa plus grande extension dans le sens nord-sud est d'environ 18 km, dans le sens est-ouest de 12 km. Elle est nommée pour le village de Ziegelroda qui fait partie de la commune de Querfurt depuis 2004.

## Géographie
La forêt de Ziegelroda se trouve sur le plateau de grès bigarré de Ziegelroda qui se rattache à l'ouest au plateau de Querfurt. Elle est part de la région naturelle Unteres Unstrut-Berg- und Hügelland. Le plupart de la forêt fait partie du parc naturel Saale-Unstrut-Triasland.
Le paysage onduleux est traversé par plusieurs vallées et atteint une élévation maximale de 298.4 m s. m. sur une colline sans nom au nord de Ziegelroda. Des autres collines avec élévations importantes dans la forêt de Ziegelroda sont:
- Kahler Berg (296,2 m), près de Landgrafroda
- une autre colline sans nom (291,3 m), au nord de Landgrafroda
- Sandberg (286,3 m), au sud de Ziegelroda
- Teichberg (263,1 m), à l'ouest de Weißenschirmbach
- Mittelberg (252,2 m), au nord-ouest de Wangen

À la limite sud de la forêt, p. ex. dans la réserve naturelle Steinklöbe, le terrain descend en pente raide vers la vallée de la rivière Unstrut jusqu'à 120 m s. m.
Des cours d'eau dans la partie nord de la forêt sont la rivière Querne et les ruisseaux Schmoner Bach et Kriebitschbach. La partie sud est caractérisée par des vallées sèches.

## Faune et flore
Le peuplement arboré se compose à environ 80 % de forêts de feuillus, dominées par des chênes sessiles et des hêtres rouges. On trouve dans la forêt des cerfs, des sangliers et des chevreuils. Dans la forêt de Ziegelroda, il y a une grande population de nivéoles de printemps, une espèce végétale sur la liste rouge de l'UICN, en concentration inhabituellement élevée.

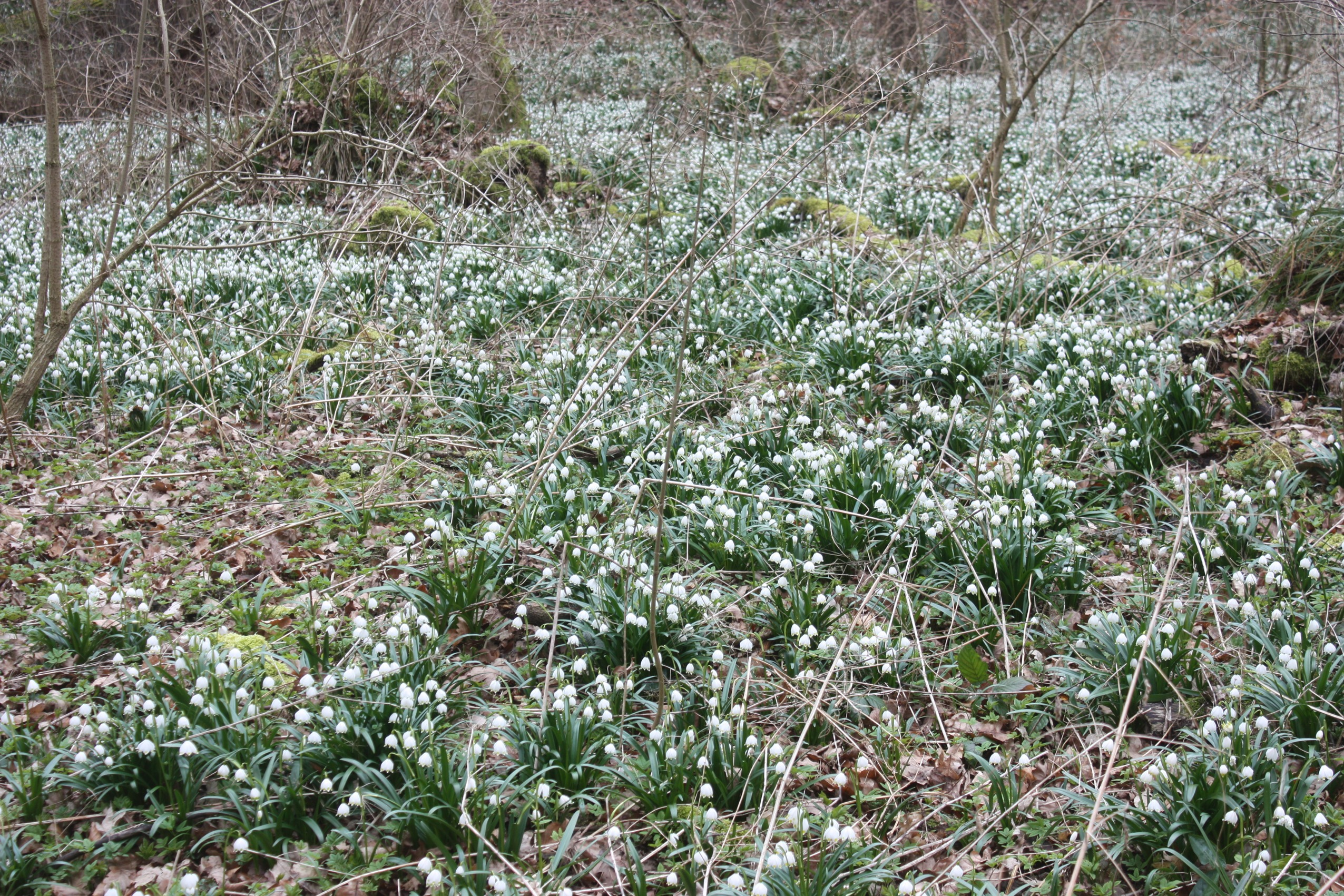
Nivéoles de printemps près de Landgrafroda

## Histoire
Le territoire est riche en sites archéologiques. On y encontre des traces des sites funéraires datant du néolithique et de l'âge du bronze ainsi que des collines fortifiées. Le disque céleste de Nebra a été trouvé près de la colline Mittelberg dans la partie sud du forêt.
La proximité de l'ancien palais impérial de Memleben laisse supposer que la région était utilisée pour la chasse au Moyen Âge. Les chroniques montrent qu'au plus tard depuis le XIIe siècle la forêt de Ziegelroda était le territoire de chasse des ducs de Saxe-Weissenfels. Le pavillon des princes (Prinzenhäuschen), un pavillon de chasse qui date de 1728, en est témoin, et une pierre commémorative a été érigée en 1907.
Après le Congrès de Vienne en 1815, la partie sud de la forêt est transférée au Royaume de Prusse et reste un domaine royal jusqu'à 1918. La partie nord appartenait au Grand-duché de Saxe-Weimar-Eisenach.
Une base militaire soviétique avec un aérodrome est construite à partir de 1955 dans la partie nord près d'Allstedt et est utilisée jusqu'à 1992 par le Groupement des forces armées soviétiques en Allemagne. La plupart des bâtiments de la base a été démoli à partir de 1991.

## Tourisme
Non loin du site du disque céleste sur le Mittelberg, près du village de Wangen, se trouve depuis 2007 le centre d'information et de visite Arche Nebra.
La forêt est desservie par des chemins forestiers et de randonnée balisés. À la limite sud se trouve à Wangen un point d'arrêt de la ligne de chemin de fer de l'Unstrut Naumburg - Artern.
L'aérodrome d'Allstedt n'est pas utilisée par des vols réguliers, mais pour le vol libre et les avions ultra-légers. On y organise aussi des festivals de musique et des rencontres de tuning.